# Silas McLellan

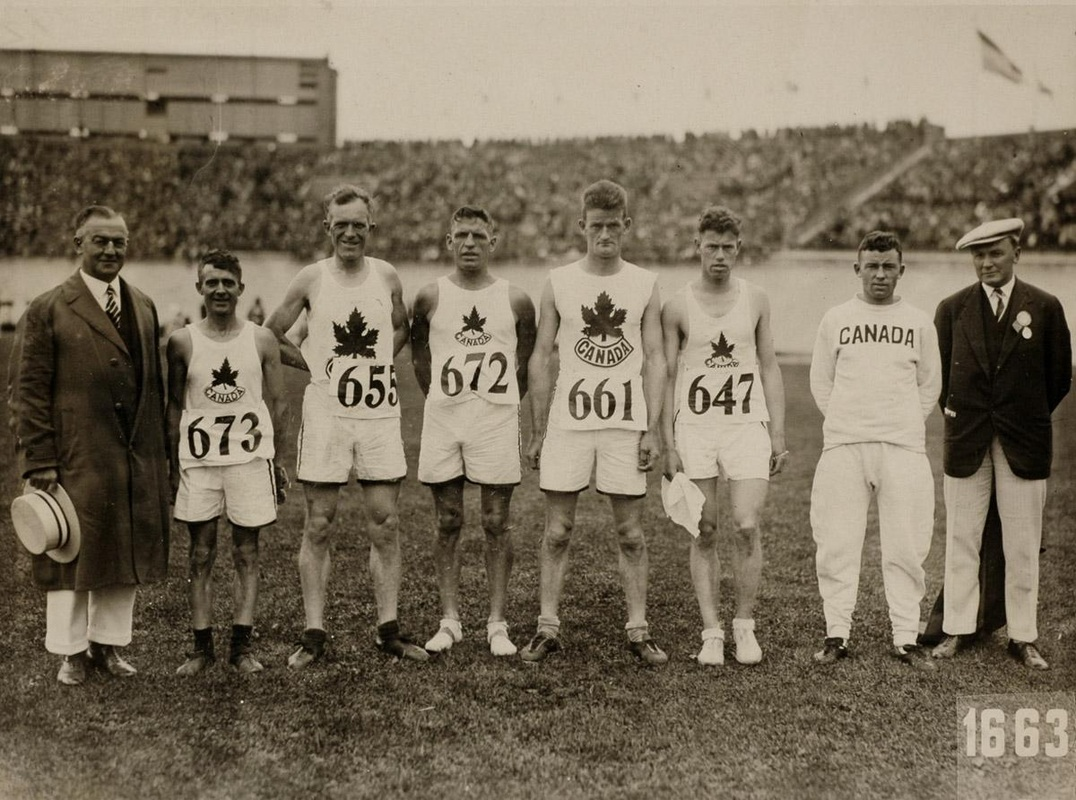
Silas McLellan (Nr. 661) bei den Olympischen Spielen 1928

Silas Dennison McLellan (* 17. März 1897 in Noel, Nova Scotia; † 10. Februar 1974 ebenda) war ein kanadischer Marathonläufer.
1925 wurde er Elfter beim Boston-Marathon. 1928 wurde er Zehnter in Boston und kam bei den Olympischen Spielen in Amsterdam mit seiner persönlichen Bestzeit von 2:49:33 h auf den 26. Platz.
1930 wurde er Neunter in Boston und Sechster bei den British Empire Games in Hamilton. 1931 und 1932 gewann er den Marathon von Halifax. 1964 wurde er in die Nova Scotia Sport Hall of Fame aufgenommen.